# Greil Marcus

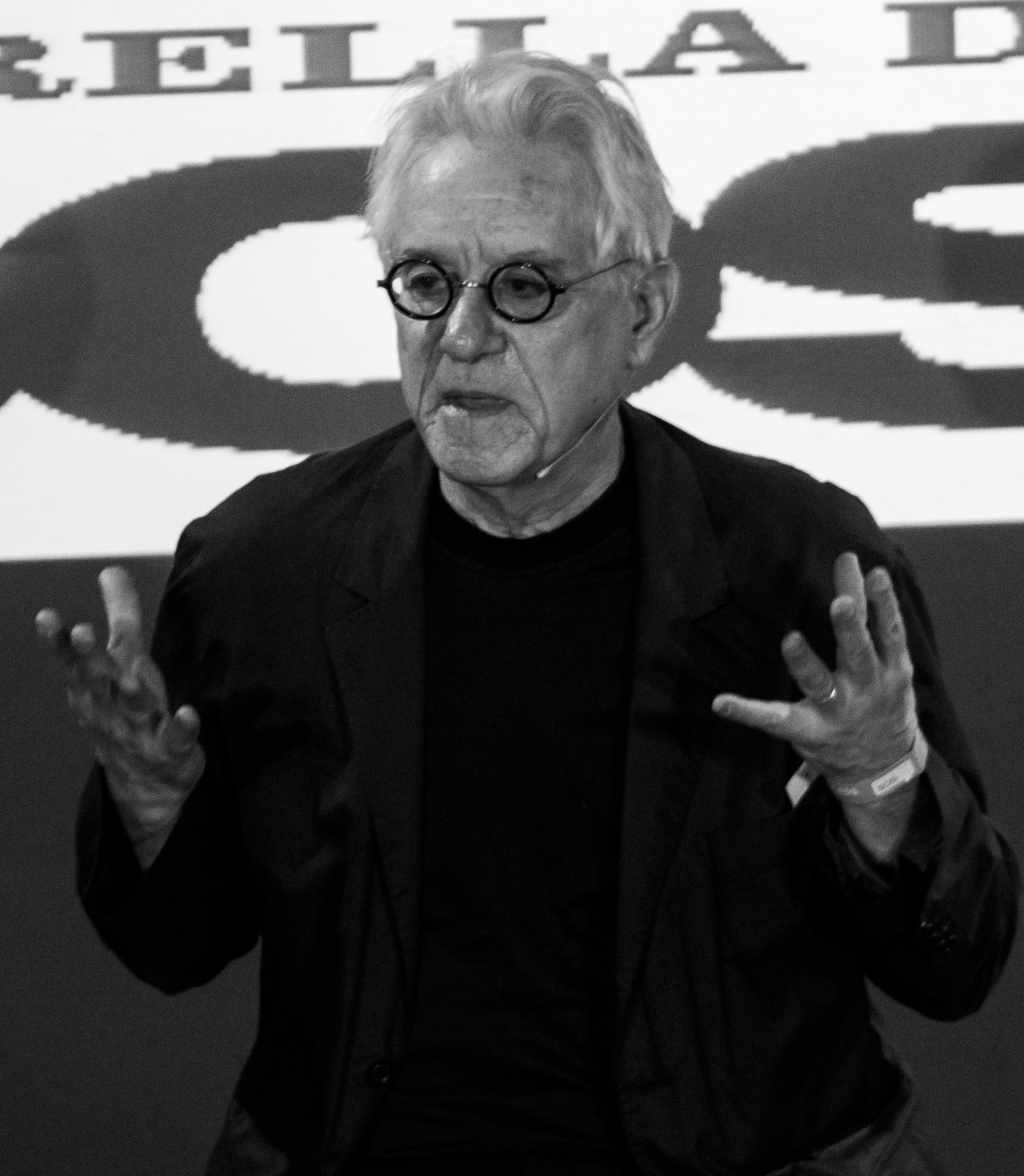
Greil Marcus, 2014

Greil Marcus (* 19. Juni 1945 in San Francisco) ist ein US-amerikanischer Autor, Musikjournalist und Universitätsdozent.

## Leben und Werk
Er ist Kulturkritiker, der sich besonders mit dem Einfluss der Populärkultur auf die Gesellschaft befasst. Als Klassiker in dieser Hinsicht gilt sein Buch Lipstick Traces: A Secret History of the 20th Century, welches sich mit Dadaismus, Lettrismus und der Situationistischen Internationale und ihrem Einfluss auf moderne Gegen- und Undergroundkultur beschäftigt.
Weitere Veröffentlichungen sind Mystery Train: Images of America in Rock 'N' Roll Music, über die Frühzeit des Rock ’n’ Roll und Dead Elvis, das sich mit dem Phänomen des Elvis-Kults seit seinem Tod beschäftigt.
Marcus besuchte die University of California, Berkeley, wo er in Amerikanistik und Politikwissenschaften graduierte. Er schrieb beim heute legendären Fanzine Who Put The Bomp, arbeitete als Rockkritiker beim Rolling Stone und anderer Publikationen. 1983 bis 1989 war Marcus im Vorsitz des US-amerikanischen „National Book Critics Circle Award“. Von 1992 bis 2003 veröffentlichte er auch eine Kolumne in der Zeitschrift Interview, die er nach dem Roman von Steve Erickson Days Between Stations benannte. 2017 wurde er in die American Academy of Arts and Sciences gewählt.
Schon seit 1986 veröffentlicht Greil Marcus seine Kolumne Real Life Rock Top Ten, die in diesem langen Zeitraum in verschiedenen Publikationen und in unterschiedlichen Zeitabständen erschien. Nachdem sie u. a. in The Village Voice, im Artforum und bei Salon.com publiziert wurde, erschien sie bis Januar 2022 monatlich in der Los Angeles Review of Books. Seit Dezember 2022 ist die Kolumne verfügbar innerhalb Greil Marcus’ Veröffentlichungen unter dem Titel Letter in the Ether auf der Online-Plattform Substack.

## Bibliografie
- Rock & Roll Will Stand. (1969)
- Double Feature. (mit Michael Goodwin)
- Mystery Train. Images of America in Rock ’N’ Roll Music. (Erstausgabe: 1975.) Sixth Edition: Plume / Penguin, New York 2015, ISBN 978-0-14-218158-4.
  - deutsch: Mystery train. Der Traum von Amerika in Liedern der Rockmusik. Rowohlt, Reinbek bei Hamburg 1981, ISBN 3-499-17249-6.
- Stranded. Rock and Roll for a Desert Island. (1979, Herausgeber)
- Lipstick Traces. A Secret History of the 20th Century. (Erstausgabe: 1989.) Twentieth Anniversary Edition: Harvard University Press, Cambridge 2009, ISBN 978-0-674-03480-8.
  - deutsch: Lipstick traces : von Dada bis Punk – kulturelle Avantgarden und ihre Wege aus dem 20. Jahrhundert. Rogner und Bernhard bei Zweitausendeins, Hamburg 1992, ISBN 3-8077-0254-7.
  - Neuausgabe mit überarbeiteter und neu kommentierter Bibliografie und Diskografie. Ventil Verlag, Mainz 2022, ISBN 978-3-95575-156-2.
- Dead Elvis. A Chronicle of a Cultural Obsession. (1991)
  - deutsch: Dead Elvis. Meister, Mythos, Monster. Rogner and Bernhard bei Zweitausendeins, Frankfurt/Main 1993, ISBN 3-8077-0284-9.
- In the Fascist Bathroom. Punk in Pop Music, 1977–1992. (1993, Titel der Erstausgabe: Ranters and Crowd Pleasers.)
  - deutsch: Im faschistischen Badezimmer. Punk unter Reagan, Thatcher und Kohl; 1977 bis 1994. Rogner und Bernhard bei Zweitausendeins, Frankfurt/Main 1994, ISBN 3-8077-0284-9.
- The Dustbin of History. Harvard University Press, Cambridge 1995, ISBN 0-674-21857-4.
  - deutsch: Der Mülleimer der Geschichte. Über die Gegenwart der Vergangenheit; eine Zeitreise mit Bob Dylan, Wim Wenders, Susan Sontag, John Wayne, Adolf Hitler, Elvis Presley, Bill Clinton, Miou-Miou, Umberto Eco u.a. Rogner und Bernhard bei Zweitausendeins, Hamburg 1996, ISBN 3-8077-0349-7.
- Invisible Republic. Bob Dylan’s Basement Tapes. (Später auch veröffentlicht unter dem Titel The Old, Weird America.) Henry Holt and Company, New York 1997, ISBN 978-0-8050-3393-9.
  - deutsch: Basement Blues. Bob Dylan und das alte, unheimliche Amerika. Rogner und Bernhard bei Zweitausendeins, Hamburg 1998, ISBN 3-8077-0317-9.
- Double Trouble. Bill Clinton and Elvis Presley in a Land of No Alternatives. Picador / Henry Holt and Company, New York 2001, ISBN 0-312-42041-2.
- The Manchurian Candidate. In der Reihe: BFI Film Classics. British Film Institute, London 2002, ISBN 978-0851709314.
- The Rose & the Briar. Death, Love and Liberty in the American Ballad. (Herausgegeben gemeinsam mit Sean Wilentz.) W. W. Norton & Company, New York/London 2005, ISBN 0-393-05954-5.
- Like a Rolling Stone. Bob Dylan at the Crossroads. PublicAffairs, New York 2005, ISBN 978-1-58648-254-1.
  - deutsch: Bob Dylans Like a Rolling Stone. Die Biographie eines Songs. Kiepenheuer & Witsch, Köln 2005, ISBN 3-462-03487-1.
- The Shape of Things to Come. Prophecy in the American Voice. Picador / Farrar, Straus and Giroux, New York 2006, ISBN 978-0-312-42642-2.
- (Herausgeber, gemeinsam mit Werner Sollors): A new literary history of America. The Belknap Press of Harvard University Press, Cambridge / London 2009, ISBN 978-0-674-06410-2.
- Bob Dylan by Greil Marcus - Writings 1968-2010. PublicAffairs, New York 2010, ISBN 978-1-58648-831-4.
  - deutsch: Greil Marcus über Bob Dylan. Edel, Hamburg 2012. ISBN 978-3-8419-0137-8.
- (When That Rough God Goes Riding:) Listening to Van Morrison. PublicAffairs, New York 2010, ISBN 978-1-58648-821-5.
  - deutsch: When That Rough God Goes Riding. Über Van Morrison. Kiepenheuer & Witsch, Köln 2011, ISBN 978-3-462-04364-8.
- The Doors. A Lifetime of Listening to Five Mean Years. (2011)
  - deutsch: The Doors. Kiepenheuer & Witsch, Köln 2013, ISBN 978-3-462-04510-9.
- The History of Rock 'n' Roll in Ten Songs. Yale University Press 2014, ISBN 978-0-300-18737-3.
  - deutsch: Die Geschichte des Rock'n'Roll in zehn Songs. Reclam, Stuttgart 2016. ISBN 978-3-15-011015-7.
- Real Life Rock - The Complete Top Ten Columns, 1986-2014. Yale University Press 2015, ISBN 978-0-300-19664-1.
- Three Songs, Three Singers, Three Nations. Harvard University Press, Cambridge (Mass.) 2015, ISBN 978-0-674-18708-5.
- Under the Red White and Blue – Patriotism, Disenchantment and the Stubborn Myth of the Great Gatsby. Yale University Press, New Haven & London 2020, ISBN 978-0-300-22890-8.
- More Real Life Rock - The Wilderness Years, 2014-2021. Yale University Press 2022, ISBN 978-0-300-26098-4.
- Folk Music – A Bob Dylan Biography in Seven Songs. Yale University Press 2022, ISBN 978-0-300-25531-7.
- What Nails It. Yale University Press 2024, ISBN 978-0-300-27245-1.